# Mundaneum

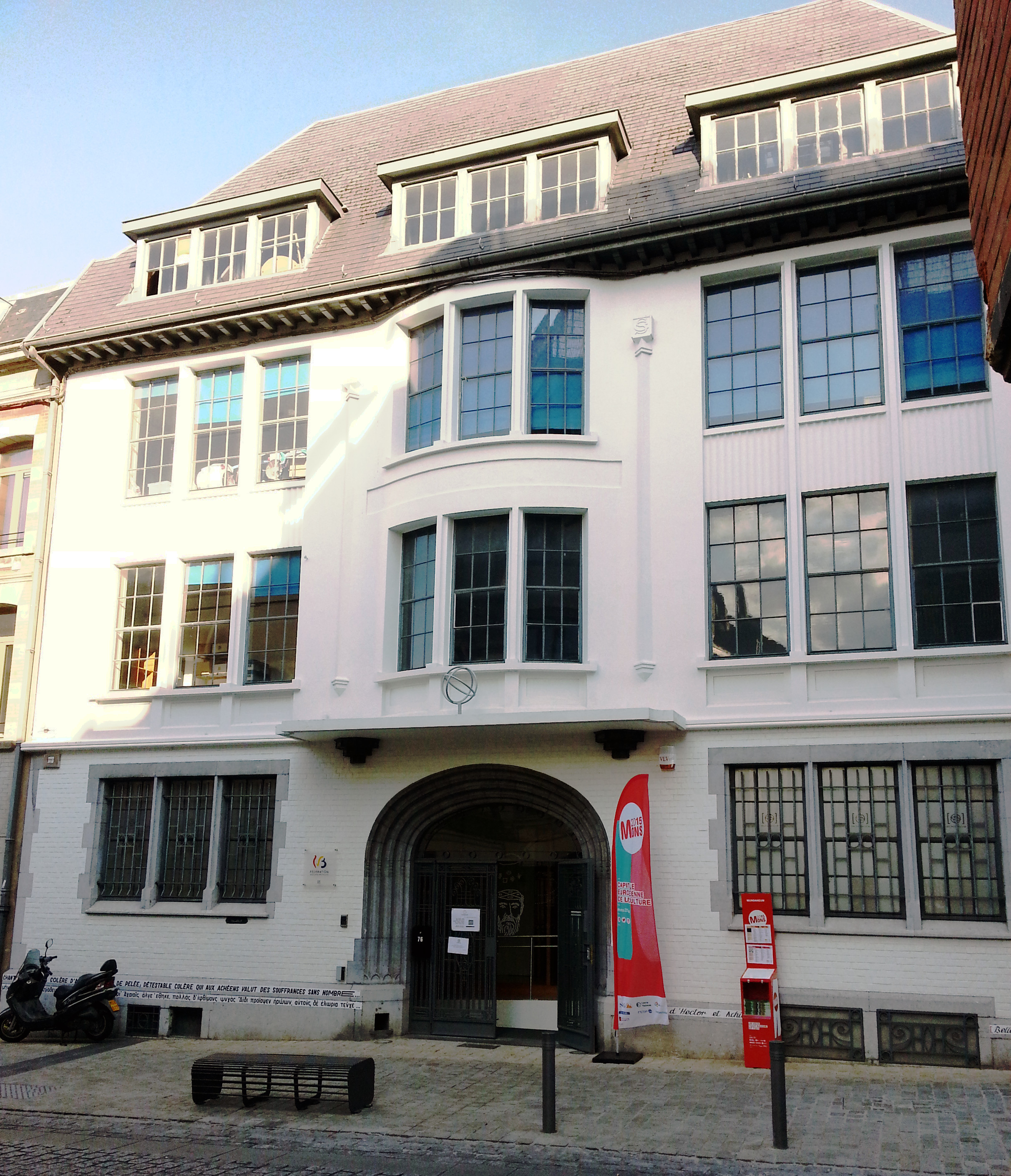
Ingang van het huidige Mundaneum in Bergen

Het Mundaneum is een museum en archief dat gesticht is in 1910 door Paul Otlet (1868–1944) en Henri La Fontaine (1854–1943). Het museum werd ondergebracht in een vleugel van het Jubelpark in Brussel tot het in 1998 werd overgebracht naar Bergen.
Het Mundaneum, ook wel het internet van papier genoemd, heeft een verzameling van zo'n zes kilometer papier. Het bevat aanzienlijke collecties zoals het Internationaal Museum van de Pers en persoonlijke notities van Otlet en La Fontaine. Vaak wordt het omschreven als de voorloper van Google en van het elektronisch opzoeken.

## Geschiedenis

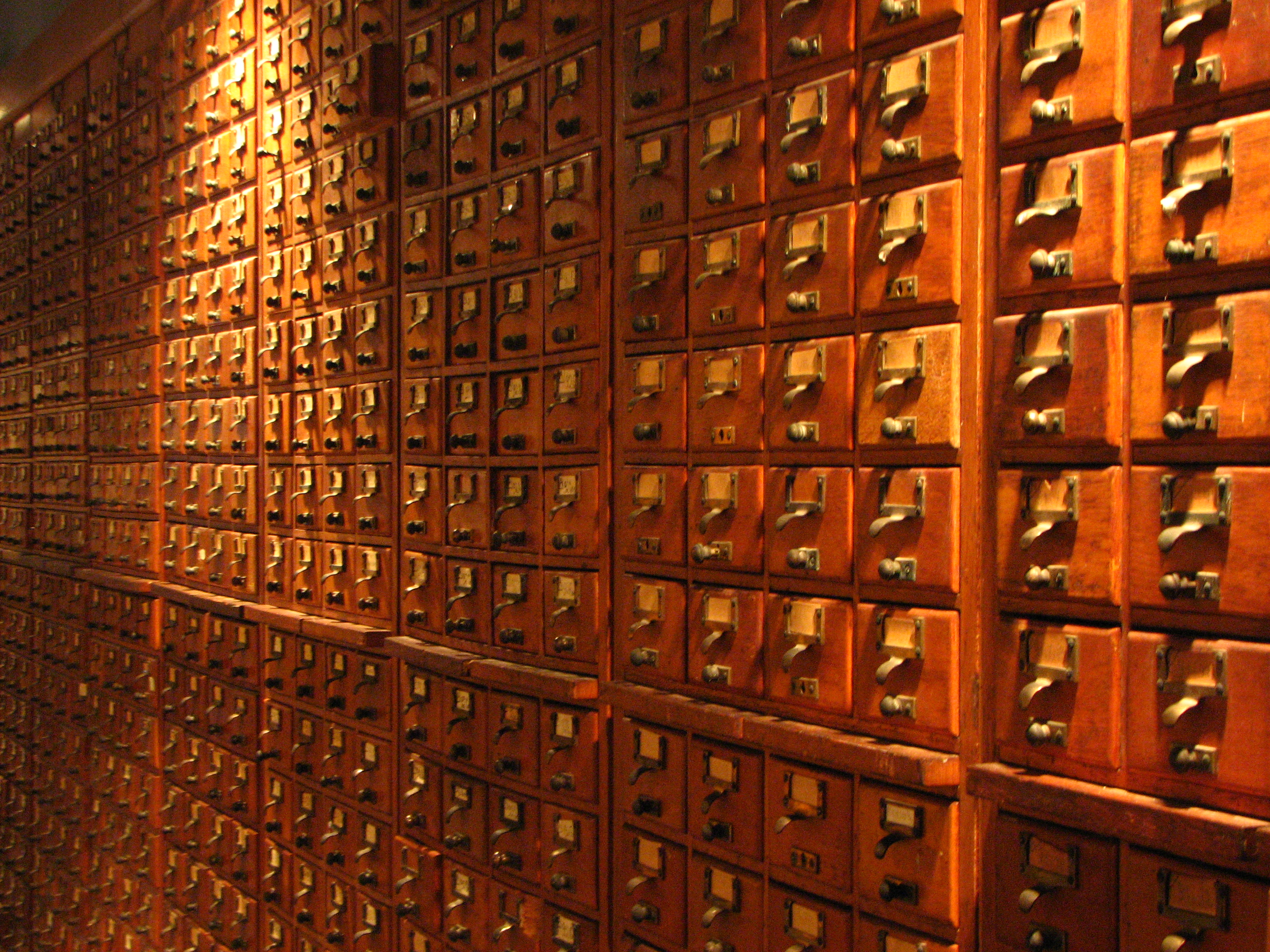
De bergkasten van het Mundaneum.

De verzameling werd aangelegd vanaf het einde van de negentiende eeuw, op initiatief van Paul Otlet en Henri La Fontaine. Ze waren overtuigd dat betere kennis een factor was om mee de vrede te bewerkstelligen. De jonge La Fontaine, toen secretaris van advocaat Edmond Picard, had in 1889 een Essai de bibliographie de la paix gepubliceerd. Hij werkte ook mee aan een aanzienlijke compilatie van juridische informatie, de Belgische Pandecten. Bij Picard ontmoette hij de jonge stagiair Paul Otlet, zoon van de industrieel Édouard Otlet. De jongeman was vooral geïnteresseerd in bibliotheken en verzamelingen. Zo begonnen ze samen aan het grote compilatiewerk.
Vanaf 1920 kwam in het Jubelpark het Mundaneum tot stand en bezette er na verloop van tijd een honderdtal zalen. In 1934 werd het Mundaneum gesloten.
Het Mundaneum had de ambitie om alle kennis van over de gehele wereld te verzamelen, onder al zijn vormen (boeken, geschriften, iconografie, kranten, tijdschriften, enz) en dit te verwerken tot een reusachtig en vernieuwend Universeel bibliografisch repertorium. Deze taak was zo onmetelijk, dat er wel prioriteiten moesten gesteld worden en bepaalde thema's de voorrang kregen.
In het Mundaneum bevinden zich allerhande fondsen en archieven: het Musée international de la presse, het Internationaal Instituut van de Fotografie (affiches, postkaarten, glasplaten, foto's), het universeel repertorium met de naam Encyclopedia Universalis Mundaneum een enorme fichier volgens schema's die door Otlet waren uitgedacht. Hierin bevonden zich de Mundotheek, de persoonlijke archieven van La Fontaine en Otlet, de archieven van de Vrienden van het Wereldpaleis en thematische collecties gewijd aan feminisme, pacifisme en anarchisme.
In 1998 werd het Mundaneum erkend als het archieven- en informatiecentrum van de Federatie Brussel-Wallonië en overgebracht naar Bergen. In 2012 werd een samenwerking aangekondigd tussen het Mundaneum en Google.

## Werelderfgoed
De archieven van het Mundaneum werden in juni 2013 ingeschreven op de UNESCO Werelderfgoedlijst voor documenten. Op 8 mei 2014 werd het certificaat van deze inschrijving overhandigd tijdens een plechtigheid in Leuven. Het Mundaneum heeft een Europees Erfgoedlabel en staat dus op de Europese Erfgoedlijst.

## Varia
In 2014 werd een aflevering van de Vlaamse televisiereeks Publiek geheim gewijd aan het Mundaneum te Brussel.

## Voetnoten
1. ↑  Le Mundaneum, Google de papier, Le Monde, France, 19.12.2009
2. ↑  "Netzvisionär Paul Otlet: Googles genialer Urahn", Der Spiegel, Allemagne, 20.07.2012
3. ↑  Nicole Haesenne, "Un bibliographe passionné", in: Henri La Fontaine, tracé(s) d'une vie, éditions Mundaneum, Mons, 2002, p. 90. W. Boyd Rayward, "Paul Otlet, encyclopédiste, internationaliste belge", in: Paul Otlet, fondateur du Mundaneum (1868-1944), Architecte du savoir, artisan de paix, Les Impressions nouvelles, Bruxelles, pp. 16-17
4. ↑  site Internet du Mundaneum.
5. ↑   "Le Mundaneum, les archives de la connaissance", Éditions Les Impressions Nouvelles, 2008.
6. ↑  (fr) Musée international de la presse. Centre d'archives (6 juni 2012). Geraadpleegd op 30 december 2021.
7. ↑  Google - Blog Europe : Honoring and supporting Belgian Internet pioneers
8. ↑  Het Brusselse Mundaneum in de televisiereeks "Publiek geheim"

Mundaneum (Bergen) ·
Bois du Cazier (Charleroi) ·
Koloniën van Weldadigheid: Merksplas-Kolonie (Merksplas) / Wortel-Kolonie (Wortel) ·
MigratieMuseumMigration (Sint-Jans-Molenbeek) ·
Koninklijk Poppentheater Toone (Brussel)
- Gemeinsame Normdatei: 10161506-1
- International Standard Name Identifier: 0000 0001 2254 500X
- Library of Congress Control Number: n98028763
- Nationale Bibliotheek van Tsjechië: kn20070611012
- Nationale Bibliotheek van Israël: 987007428941805171
- Virtual International Authority File: 147927519